# Любін (Куявсько-Поморське воєводство)
Любін (пол. Lubin, нім. Laubengarten) — село в Польщі, у гміні Кікул Ліпновського повіту Куявсько-Поморського воєводства.
Населення — 581 особа (2011).
У 1975-1998 роках село належало до Влоцлавського воєводства.

## Демографія
Демографічна структура станом на 31 березня 2011 року:
|          | Загалом | Допрацездатний вік | Працездатний вік | Постпрацездатний вік |
| -------- | ------- | ------------------ | ---------------- | -------------------- |
| Чоловіки | 294     | 68                 | 203              | 23                   |
| Жінки    | 287     | 52                 | 180              | 55                   |
| Разом    | 581     | 120                | 383              | 78                   |